# امیلیا شوله
امیلیا شوله (آلمانی: Emilia Schüle؛ زادهٔ ۲۸ نوامبر ۱۹۹۲) بازیگر اهل آلمان است. وی از سال ۲۰۰۵ میلادی تاکنون مشغول فعالیت بوده‌است.